# Doctrina y convenios

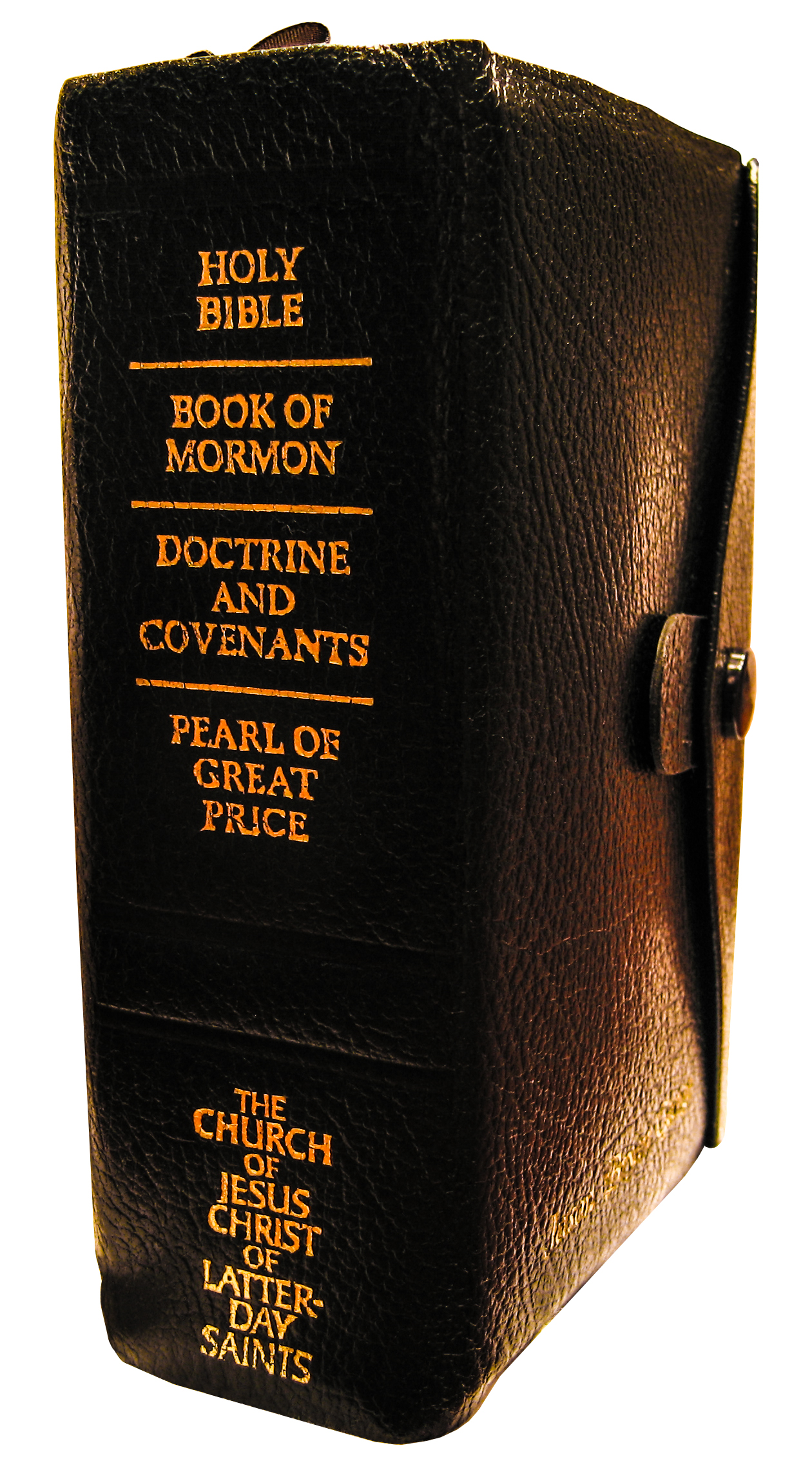
En inglés, los cuatro libros considerados canónicos para las Iglesias del Movimiento de los Santos de los Últimos Días.

Doctrina y convenios es un libro del estadounidense Joseph Smith, fundador del Movimiento de los Santos de los Últimos Días, publicado originalmente en 1835.
Junto a la Edición SUD de la Biblia, el Libro de Mormón y Perla de gran precio, es considerado uno de los libros sagrados de las diversas iglesias que componen el Movimiento de los Santos de los Últimos Días, incluyendo  a la principal denominación, La Iglesia de Jesucristo de los Santos de los Últimos Días. La Comunidad de Cristo, escindida de la anterior tras la muerte de Smith en 1844, también lo considera un texto sagrado pero continuó editándolo de manera independiente.
El libro es un compendio de instrucciones para el establecimiento y dirección de estas iglesias, que incluye indicaciones acerca de sus reuniones, ceremonias y convenios eclesiásticos, incluyendo las primeras instrucciones sobre sus templos. Para la fe de los miembros de estas iglesias, el contenido del libro se le presentó a Smith y a sus sucesores en la Primera Presidencia por sucesivas epifanías divinas.

## Historia

### El Libro de Mandamientos

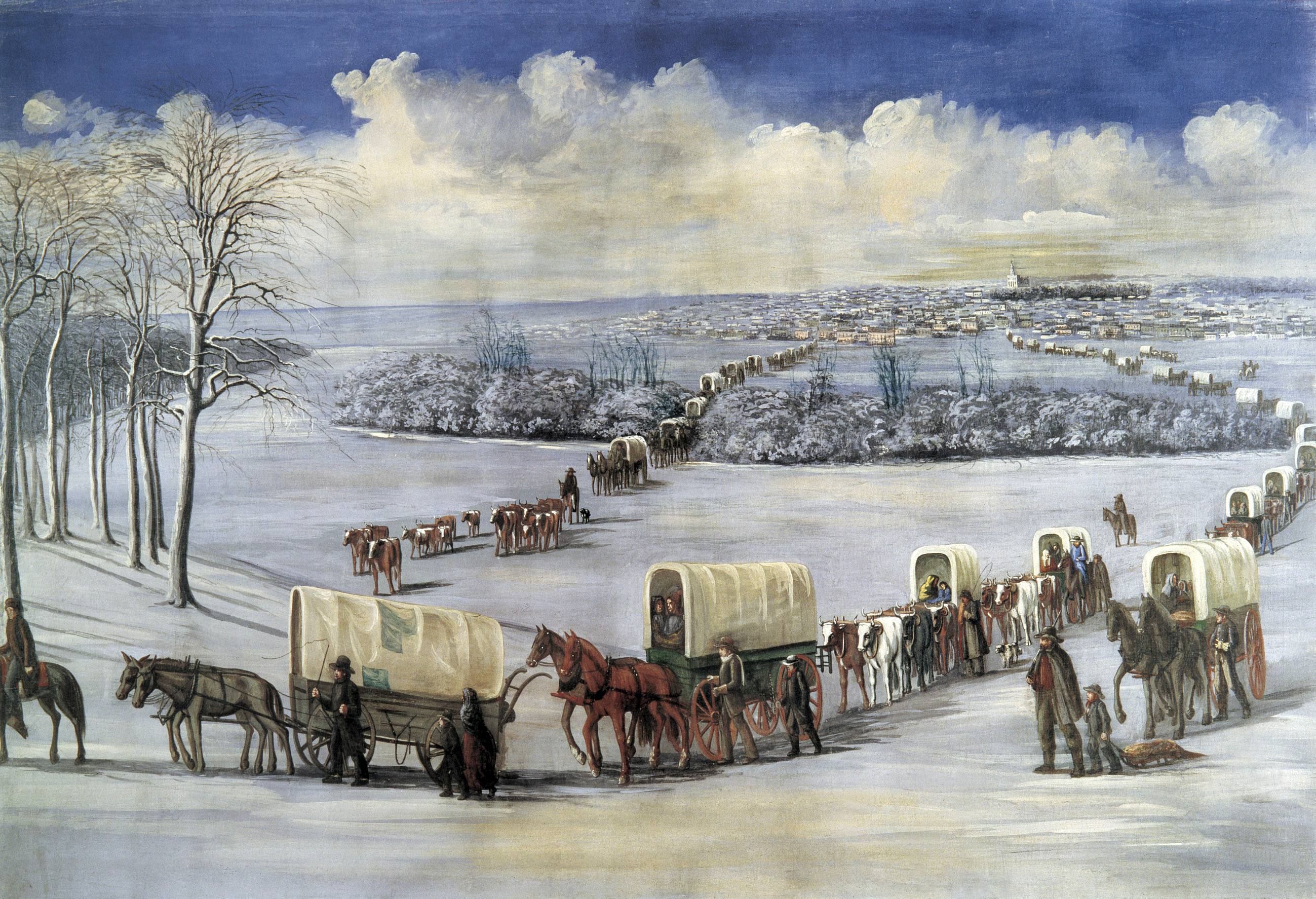
Salida de los pioneros mormones de Nauvoo, Illinois (USA), sede de la Iglesia en 1840.

En una conferencia con sus seguidores el 1 de noviembre de 1831, Joseph Smith compendió los procedimientos de la nueva iglesia en una versión titulada Libro de Mandamientos, donde los presentes acordaron su contenido. El libro tenía 65 instrucciones conocidos como revelaciones de Jesús a los líderes de la iglesia, incluyendo al mismo Smith y a Oliver Cowdery. Antes de que estas copias pudiesen ser impresas, un grupo de personas destruyó en junio de 1833 la imprenta junto con la mayoría de las copias que aún no se habían encuadernado. El 24 de septiembre de 1834, un comité fue asignado por la asamblea general de la iglesia para organizar un nuevo volumen. Poco después de la disolución de la Orden Unida, la iglesia cambió su nombre de "Iglesia de Cristo" a la Iglesia de Jesucristo de los Santos de los Últimos Días, principalmente para distinguirse de los Discípulos de Cristo dirigidos por Alexander Campbell. La Primera Presidencia, compuesta ese año por Smith, Cowdery, Sydney Rigdon y Frederick G. Williams, junto al resto del comité establecido por Smith, decidieron organizar el libro en dos partes: «Doctrina» y «Convenios».

### Doctrina y convenios
Para el 17 de febrero de 1835, el comité de la iglesia ya había seleccionado el contenido del libro y comentaron que la obra final representa "nuestra creencia, y cuando decimos esto, confiando humildemente, la fe y principios del evangelio". Este libro fue primeramente introducido a la iglesia en la conferencia general en el 17 de agosto de 1835. Aún cuando la mayoría de los fieles no habían visto el contenido impreso del libro, la iglesia votó aceptar estas compilaciones como "doctrina y convenios de la fe" con un voto unánime (Historia de la Iglesia 2:243-46), y aprobo imprimir el libro. El contenido incluía siete discursos o “Conferencias Sobre la Fe” y 103 escritos considerados revelaciones de Jesús. A finales de 1835 el libro fue impreso y publicado bajo el título Doctrina y Convenios de La Iglesia de Los Últimos Días: Seleccionada cuidadosamente de las Revelaciones de Dios.

## Otras versiones
Diversas iglesias procedentes de la fundada por Joseph Smith aceptan el libro de Doctrina y Convenios o sus ediciones respectivas como la voluntad de Dios en las políticas y teología de sus denominaciones.

### La Iglesia de Jesucristo de los Santos de los Últimos Días
Después de la edición de 1835, la Iglesia imprimió una nueva edición el año que Joseph Smith fue asesinado, 1844, añadiendo las secciones 103, 105, 112, 119, 124, 127, 128, y 135. En las ediciones sucesivas del año 1876, el historiador de la iglesia añadió las secciones 2, 13, 77, 85, 87, 108-11, 113-18, 120-23, 125, 126, 129-32 y 136 así como el uso de versículos para dividir las secciones. Muchas de estas instrucciones fueron dadas por Joseph Smith en vida pero, por distintos motivos no fueron ser agregados al libro sino hasta 1876. Durante finales de la década de 1880, la iglesia canonizó otras políticas eclesiásticas dictadas por el sucesor de Brigham Young, John Taylor, y publicadas en la edición de 1981, la cual es la versión usada por la Iglesia en el presente. En esta última edición se publicaron las secciones 137 y 138 recibidas por el sobrino de Joseph Smith y sucesor en la presidencia de la iglesia Joseph F. Smith así como las declaraciones oficiales de la iglesia renunciando a la práctica de la poligamia en 1890 y aceptando a los hombres de todas las razas a los oficios del sacerdocio 1978. 
En el folclore mormón, el libro de Doctrina y Convenios es un canon de escritura que no está cerrado y anhelan futuras secciones que sean añadidas y aceptadas como revelación divina y escritura sagrada.

### Secciones eliminadas de la edición SUD
En 1921 la Iglesia de Jesucristo de los Santos de los Últimos Días eliminó la parte que contenía las Conferencias sobre la Fe alegando que esos Discursos nunca fueron presentadas ni aceptadas por la Iglesia sino como meramente sermones o lecciones teológicas.
Hasta 1981 las ediciones del libro usaban nombres en código para ciertas personas y lugares en aquellas secciones que tratan sobre la Orden Unida. La edición SUD de 1981 reemplazó estos códigos con los nombres reales, relegándolos a las notas al pie de página. La edición de la Comunidad de Cristo aún usa estos nombres en código.

### Comunidad de Cristo
Los oficiales de la Iglesia Comunidad de Cristo antes llamada la Iglesia Reorganizada de Jesucristo de los Santos de los Últimos Días publicaron una edición en 1864 basada en la versión de 1844. En una Conferencia General de la Iglesia, se aprobó que las revelaciones recibidas por el hijo de Joseph Smith y primer presidente de la Comunidad de Cristo, Joseph Smith III tenían igual relevancia profética que las recibidas en Doctrina y Convenios. De modo que desde ese momento, la iglesia continúa añadiendo revelaciones a la Doctrina y Convenios, la cual consta de 163 secciones:
- Secciones 1-113 (incluyendo 108A) — recibidas por Joseph Smith]], Jr. de 1828-1844)
- Secciones 114-131 — recibidas por Joseph Smith III]] de 1860-1914
- Secciones 132-138 — recibidas por Frederick M. Smith de 1914-1946
- Secciones 139-144 — recibidas por Israel A. Smith de 1946-1958
- Secciones 145-152 (incluyendo 149A) — recibidas por W. Wallace Smith de 1958-1978
- Secciones 153-160 — recibidas por Wallace B. Smith de 1978-1996
- Secciones 161-162 — recibidas por W. Grant McMurray de 1996-2004
- Sección 163 - recibida por Stephen M. Veazey desde 2005-presente
- Las secciones 99, 108A, 109 - 113, 123 no son consideradas por la Iglesia como revelaciones, sino como cartas, reportes, etc.

En una subsecuente Conferencia Mundial extrajeron las secciones 107, 109, 110, 113 y 123 al apéndice del libro para luego removerlas completamente de la Doctrina y Convenios en 1990.

### Seguidores de James J. Strang
La Iglesia de Jesucristo de los Santos de los Últimos Días dirigida por James J. Strang después del martirio de Joseph Smith conserva la edición publicada en 1846, la cual es virtualmente idéntica a la de 1844. Poco se ha añadido a esa versión, a excepción de un fascimil agregado en 1993 por la Iglesia con sede en Voree, Wisconsin, EE. UU..

### La Iglesia de Cristo con sede en el Terreno del Templo
Una de las remanentes de la Iglesia fundada por Joseph Smith en 1863 tiene la creencia de que los cambios efectuados después de la edición del Libro de Mandamientos de 1835 no fueron cambios doctrinales sino una recaída del llamamiento original de Joseph Smith, a pesar de que los cambios fueron hechos bajo la dirección de Smith. Por ello, la Iglesia de Cristo prefiere usar reimpresiones de la versión del Libro de Mandamientos 1835.